# J++
Visual J++ és la implementació de Java discontinuada de Microsoft d'un IDE pel llenguatge de programació Java. Creat per la plataforma Windows, els programes escrits en J++ poden córrer només a la MSJVM (Microsoft Virtual Machine for Java, Màquina Virtual de Microsoft), que era l'intent propietari de Microsoft d'un interpret Java. Es va introduir el 1996 i es va discontinuar el gener del 2004, substituït fins a cert punt per J# i C#.
La implementació, MSJVM, no va superar les proves de compliment de Sun Microsystems, cosa que va provocar una demanda de Sun, el creador de Java. Microsoft va deixar d'oferir suport a MSJVM el 31 de desembre de 2007 (més tard Oracle va comprar Sun, i amb ella Java i les seves marques comercials). Tanmateix, Microsoft va tornar a distribuir Java oficialment el 2021 (encara que no inclòs amb Windows o els seus navegadors web com abans), és a dir, la seva versió de l'OpenJDK d'Oracle, que Microsoft té previst donar suport durant almenys 6 anys, per a versions LTS, és a dir, fins al setembre de 2027 per a Java 17.
La sintaxi, paraules clau i convencions gramàtiques de Java (Sun) eren respectades.
Visual J++ ha estat reemplaçat per J#, que és capaç de compilar codi Java/Java++ al llenguatge intermedi MSIL de la plataforma .NET.